# Скалярное ранжирование
Скалярное ранжирование — подход к решению многокритериальных задач принятия решений, когда множество показателей качества (критериев оптимальности) сводятся в один с помощью функции скаляризации — целевой функции задачи принятия решения.

## Виды функций скаляризации

### Аддитивная (взвешенная сумма)

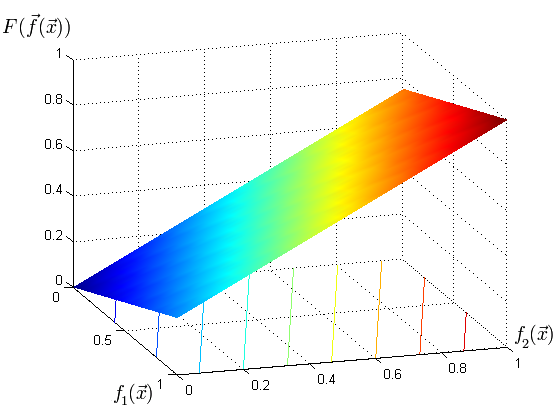
Аддитивная

{\displaystyle F_{1}({\vec {f}}({\vec {x}}))=\sum \limits _{i=1}^{r}{w_{i}f_{i}({\vec {x}})},}
где {\displaystyle r} — количество частных критериев; {\displaystyle w_{i}} — коэффициент важности (вес) частного критерия;
{\displaystyle f_{i}(x)} — функция полезности частного критерия.
Обычно веса нормируют: {\displaystyle w_{i}\in [0,1].}

### Мультипликативная (взвешенное произведение)

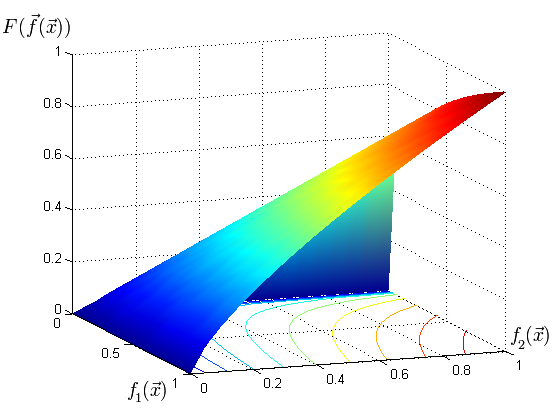
Мультипликативная

{\displaystyle F_{2}({\vec {f}}({\vec {x}}))=\prod \limits _{i=1}^{r}{\left[{f_{i}({\vec {x}})}\right]}^{w_{i}}.}

### Каноническая аддитивно-мультипликативная
{\displaystyle F_{3}({\vec {f}}({\vec {x}}))=\beta \cdot \sum \limits _{i=1}^{r}{w_{i}f_{i}({\vec {x}})}+(1-\beta )\cdot \prod \limits _{i=1}^{r}{[f_{i}({\vec {x}})]}^{w_{i}}.}
где {\displaystyle \beta } — адаптационный параметр {\displaystyle 0\leq \beta \leq 1.}
- Модификация канонической аддитивно-мультипликативной

{\displaystyle F_{4}({\vec {f}}({\vec {x}}))=a\cdot \sum \limits _{i=1}^{r}{w_{i}f_{i}({\vec {x}})}+b\cdot \prod \limits _{i=1}^{r}{[f_{i}^{}({\vec {x}})]\,^{w_{i}}+\;}c\cdot \prod \limits _{i=1}^{r}{[f_{i}^{}({\vec {x}})]\,^{1/w_{i}}},}
где {\displaystyle a,\;b,\;c} — дополнительные параметры, {\displaystyle a+b+c=1;w_{i}\neq 0,i={\overline {1,r}}.}

### Аддитивно-мультипликативная, построенная на основеряда Винера
(сложность определяется степенью полинома)
{\displaystyle F_{5}({\vec {f}}({\vec {x}}))=\sum \limits _{i=1}^{r}{w_{i}\cdot f_{i}({\vec {x}})}+\sum \limits _{i=1}^{r}{\sum \limits _{j=i}^{r}{}w_{ij}\cdot f_{i}({\vec {x}})\cdot f_{j}({\vec {x}})}+...,}
где {\displaystyle w_{ij}} — весовые коэффициенты произведения частных критериев {\displaystyle f_{i}({\vec {x}})\cdot f_{j}({\vec {x}}),i,j={\overline {1,\;{\rm {r}}}}.}
- Модификация аддитивно-мультипликативной, построенной на основе ряда Винера

(добавлены члены с дробными степенями и отсутствуют произведения несовпадающих частных критериев)
{\displaystyle F_{6}({\vec {f}}({\vec {x}}))=\sum \limits _{i=1}^{r}{w_{i}f_{i}({\vec {x}})}+\sum \limits _{j=2}^{u}{\sum \limits _{i=1}^{r}{\{w_{i+r(2j-3)}[f_{i}^{}({\vec {x}})]^{g}}}+w_{i+r(2j-2)}[f_{i}^{}({\vec {x}})]^{1/g}\},}
где {\displaystyle u} — степень базового полинома; {\displaystyle g>1} — дополнительный параметр, определяющий характер зависимости.

### Показательная

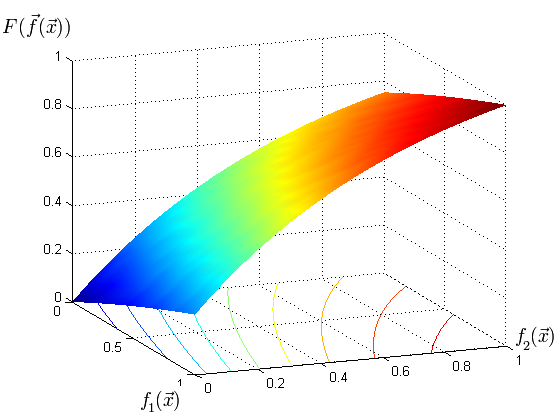
Показательная

{\displaystyle F_{7}({\vec {f}}({\vec {x}}))=\sum \limits _{i=1}^{r}{(1-e^{-w'_{i}f_{i}({\vec {x}})})},}
где {\displaystyle w'_{i}=1-w_{i},i={\overline {1,r}}} — весовые коэффициенты частных критериев,
{\displaystyle \sum \limits _{i=1}^{r}{w'_{i}}=1.}

### Энтропийная

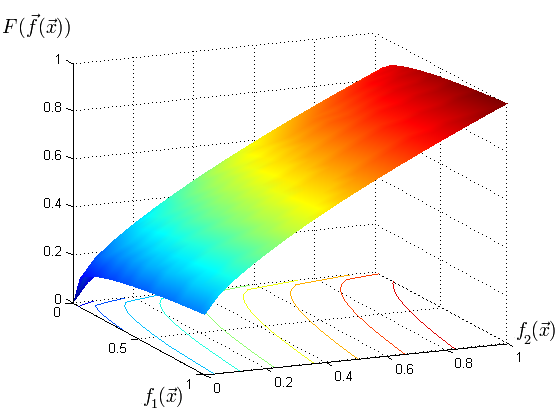
Энтропийная

{\displaystyle F_{8}({\vec {f}}({\vec {x}}))=\sum \limits _{i=1}^{r}{w_{i}}\cdot f_{i}({\vec {x}})^{w_{i}}.}